# Los Angeles Sparks 2014
La stagione 2014 delle Los Angeles Sparks fu la 18ª nella WNBA per la franchigia.
Le Los Angeles Sparks arrivarono quarte nella Western Conference con un record di 16-18. Nei play-off persero la semifinale di conference con le Phoenix Mercury (2-0).

## Roster
| N° | Naz.                   | Ruolo | Sportivo          | Anno | Alt. | Peso |
| -- | ---------------------- | ----- | ----------------- | ---- | ---- | ---- |
| 0  | Stati Uniti (bandiera) | GA    | Alana Beard       | 1982 | 180  | 73   |
| 1  | Stati Uniti (bandiera) | G     | Darxia Morris     | 1989 | 173  | 71   |
| 2  | Stati Uniti (bandiera) | G     | Candice Wiggins   | 1987 | 180  | 67   |
| 3  | Stati Uniti (bandiera) | AC    | Candace Parker    | 1986 | 193  | 79   |
| 7  | Francia (bandiera)     | AC    | Sandrine Gruda    | 1987 | 193  | 84   |
| 10 | Stati Uniti (bandiera) | G     | Lindsey Harding   | 1984 | 173  | 61   |
| 13 | Svezia (bandiera)      | A     | Farhiya Abdi      | 1992 | 188  | 82   |
| 20 | Slovacchia (bandiera)  | G     | Kristi Toliver    | 1987 | 170  | 59   |
| 21 | Stati Uniti (bandiera) | G     | Samantha Prahalis | 1990 | 170  | 59   |
| 22 | Stati Uniti (bandiera) | GA    | Armintie Price    | 1985 | 175  | 60   |
| 30 | Stati Uniti (bandiera) | A     | Nneka Ogwumike    | 1990 | 188  | 79   |
| 42 | Stati Uniti (bandiera) | C     | Jantel Lavender   | 1988 | 193  | 84   |
| 54 | Stati Uniti (bandiera) | AC    | Nikki Greene      | 1990 | 193  | 87   |

## Staff tecnico
- Allenatori: Carol Ross (10-12), Penny Toler (6-6)
- Vice-allenatori: Gary Kloppenburg, Steve Smith
- Preparatore atletico: Courtney Watson